# Il trittico
Il trittico (O Tríptico) é o título de uma coleção de três óperas de um ato cada, compostas por Giacomo Puccini, e normalmente apresentadas em conjunto e pela ordem seguinte:
- Il tabarro
- Suor Angelica
- Gianni Schicchi.

O trabalho recebeu a sua estreia mundial no Metropolitan Opera House de Nova Iorque em 14 de dezembro de 1918.